# LIGO科学合作组织
LIGO科学合作组织（英語：LIGO Scientific Collaboration，缩写为LSC），也称LIGO科学协作，是引力波科学领域各研究机构和团队组成的国际合作组织，旨在利用激光干涉引力波天文台（LIGO）进行引力波观测和研究。1997年成立。